# Belangenconflict (Belgisch staatsrecht)
Belangenconflicten zijn in het Belgisch staatsrecht conflicten tussen de verschillende entiteiten (federale overheid, Gemeenschappen en Gewesten), waarbij de constitutionele bevoegdheidsverdelende regels wel gerespecteerd werden, maar waarbij door de uitoefening van die bevoegdheden schade kan worden toegebracht aan de belangen van een andere entiteit. Het betreft met andere woorden een situatie waarbij de opportuniteit van maatregelen, die werden genomen zonder overtreding van de constitutionele bevoegdheidsverdelende regels, in vraag wordt gesteld. Om belangenconflicten te vermijden, vraagt artikel 143 van de Belgische Grondwet dat de verschillende entiteiten bij de uitoefening van hun bevoegdheden de federale loyauteit in acht zouden nemen.
Belangenconflicten worden in tegenstelling tot bevoegdheidsconflicten niet onderworpen aan het Grondwettelijk Hof. De Belgische Grondwet en de artikelen 32 tot en met 33bis van de gewone wet van 9 augustus 1980 ter hervorming der instellingen voorzien in een bijzondere overlegprocedure.
De Kamer van volksvertegenwoordigers, de Senaat of een Gemeenschaps- of Gewestparlement kan, wanneer zij meent dat zij ernstig kan worden benadeeld door een wet, decreet of ordonnantie van een andere parlementaire vergadering de behandeling van die akte laten stilleggen voor overleg, wanneer 3/4 van haar leden daar om vraagt.  Ook de Verenigde Vergadering (GGC) van de Gemeenschappelijke Gemeenschapscommissie kan dit wanneer die motie een meerderheid haalt in beide taalgroepen.
Wanneer de wetgevingsprocedure op die manier is opgeschort, wordt over het dossier informeel en ad hoc overleg gepleegd tussen de betrokken parlementen, die een oplossing moet aanbrengen binnen 60 dagen.  Wanneer dat niet lukt, brengt de Senaat binnen de 30 dagen een gemotiveerd advies uit aan het Overlegcomité (behalve wanneer de motie afkomstig is van de Senaat zelf of van de Kamer van volksvertegenwoordigers).  Vervolgens beschikt het Overlegcomité over een nieuwe termijn van 30 dagen om tot een oplossing te komen.  Wat echter ook de uitkomst is van deze procedure, het betrokken parlement beslist nog steeds zelf over de gevolgen die het hecht aan het advies van het Overlegcomité.
Ook elke regering kan een belangenconflict op de agenda van het Overlegcomité plaatsen (het Verenigd College kan dit slechts collegiaal).  Ook in dit geval beschikt het Overlegcomité over een termijn van 60 dagen.
Wanneer er zowel een belangenconflict als een bevoegdheidsconflict is, gaat de procedure voor de behandeling van het bevoegdheidsconflict voor op de hierboven beschreven procedure.